# Offensive de Tabqa
Pour les articles homonymes, voir Bataille de Tabqa.
Guerre civile syrienne
Batailles
L'offensive de Tabqa a lieu lors de la guerre civile syrienne. Elle est menée du 2 au 21 juin 2016 par les forces du régime depuis la localité d'Ithriya en vue de prendre la ville et l'aéroport de Tabqa. Malgré une progression initiale de plusieurs dizaines de kilomètres, l'offensive se solde par un échec et est repoussée par l'État islamique.

## Prélude
Le 2 juin 2016, alors que les Forces démocratiques syriennes sont en train de mener une vaste offensive contre l'État islamique sur la ville de Manbij, l'armée du régime syrien passe à son tour à l'attaque dans le gouvernorat de Raqqa. L'objectif des forces loyalistes est d'abord de prendre la ville de Tabqa, où elles avaient été battues par les djihadistes en juillet 2014. L'offensive est lancée depuis la localité d'Ithriya, située à 80 kilomètres au sud-ouest de Tabqa, dans l'est du gouvernorat de Hama,.
Le régime syrien engage dans l'offensive le Liwa Suqour Al-Sahara,, les 550e et 555e régiments de la 4e division méchanisée, — qui disposent notamment de char T-90 — les « Marines syriens » (Fouj Al-Mughawayr Al-Bahir), les Forces de défense nationale, des miliciens du PSNS, la Garde nationaliste arabe et des paramilitaires palestiniens de Quwat al-Jalil. Les Russes engagent quant à eux des troupes de la 18e brigade indépendante de fusiliers motorisés de la Garde et de la 291e brigade d'artillerie. Soit au total, 4 800 à 5 000 hommes selon le média pro-régime Al-Masdar.

## Déroulement
Le 2 juin, après un intense pilonnage à l'artillerie lourde et des raids aériens menés par les avions et les hélicoptères syriens et russes, les forces du régime se mettent en mouvement. Les premières 24 heures, elles progressent de 12 kilomètres et arrivent aux limites du gouvernorat de Raqqa,. Le 4 juin, elles parviennent pour la première fois depuis l'été 2014 à entrer dans le gouvernorat de Raqqa. Le 7 juin, elles sont à 25 ou 30 kilomètres de Tabqa, et le 11 juin elles ne sont plus qu'à 15 kilomètres de la ville,. Les djihadistes engagent alors plusieurs kamikazes ; le 11 juin quatre « Lionceaux du califat », des combattants âgés de moins de 16 ans, tuent 12 soldats et font une vingtaine de blessés dans une attaque-suicide, puis le 16 juin une nouvelle attaque kamikaze fait encore 10 morts dans les rangs loyalistes,.
Cependant l'aviation russe n'intervient pas de manière intensive et le soir du 19 juin, l'État islamique mène une contre-attaque décisive, 300 combattants sont envoyés en renfort depuis Raqqa alors que les loyalistes ne sont plus qu'à sept kilomètres de l'aéroport de Tabqa. Les combats se concentrent autour du champ de pétrole de Thawrah. Les djihadistes engagent à nouveau un grand nombre de véhicules piégés conduits par des kamikazes, ainsi que deux chars T-72 et plusieurs technicals. Les forces du régime reculent, en quelques heures elles sont repoussées hors du gouvernorat de Raqqa et sont contraintes de se replier sur le gouvernorat de Hama, perdant ainsi tous les gains des jours précédents,,,,.

## Pertes
Le 3 juin, l'Observatoire syrien des droits de l'homme (OSDH) affirme qu'au moins 17 djihadistes et 9 soldats du régime ont été tués dans les combats. Le 6 juin, le bilan monte à au moins 9 soldats et 70 djihadistes tués. 
La contre-offensive djihadiste des 19 et 20 juin a fait plus de 40 morts dans les rangs loyalistes et au moins 21 tués du côté de l'EI selon l'OSDH. Al-Masdar indique de son côté que selon une source militaire le bilan est de 23 soldats confirmés tués au combat, 49 blessés et plusieurs dizaines de disparus,.
Pour l'OSDH, au moins 93 soldats du régime et 126 djihadistes de l'EI ont été tués pendant les opérations.
Le 22 juin, l'État islamique revendique également la mort de trois soldats russes entre Ithriya et Raqqa ; des documents et des photos de l'armée russe sont capturés et diffusés par les djihadistes. 
Selon des documents de l'État islamique étudiés par Le Monde, une dizaine de chars tombent aux mains des djihadistes.